# Setopagis parvula
El chotacabras chico (Setopagis parvula), también conocido como atajacaminos chico (Paraguay), dormilón chico, dormiloncito (Uruguay), guardacaminos gorgiblanco o aguaitacamino pálido (Venezuela), es una especie de ave caprimulgiforme de la familia Caprimulgidae propia de América del Sur.
Se encuentra en los bosques y otros hábitats semiabiertos del norte de Argentina, el sur y el este de Brasil, el este y el oeste de Bolivia, Paraguay, Perú y Uruguay. Es un ave bastante común y se le considera monotípica, aunque en el pasado se consideraba al chotacabras de Todd como subespecie. Ambos son visualmente muy similares, pero vocalmente diferentes.